# Catignano
Catignano là một đô thị thuộc tỉnh Pescara trong vùng Abruzzo Ý. Đô thị này có diện tích 17 km², dân số năm 2001 là 1540 người. Các làng trực thuộc: Cappuccini, Decontra, Micarone, Paludi, Sterpara, Varano. Đô thị này giáp các đô thị: Civitaquana, Cugnoli, Loreto Aprutino, Nocciano, Pianella.